# Markosz Argentariosz
Markosz Argentariosz vagy Marcus Argentarius (i. e. 20 – i. sz. 20 körül) görög epigrammaköltő, rétor.
Rómában mint latin nyelvű rétor működött. Néhány epigrammáját az utókor számára az Anthologia Graeca őrizte meg. Egy műve:
Nőért égni, halandók közt mégiscsak a legszebb:
 érzi, akit nem vonz más, csak igaz szerelem.
Ám, ha fiúért űzne a vágy, én mondhatok egyet,
 gyógyszerként az Erószt megcsufoló epedés
ellen. Fordítsd meg széptomporu Ménophilát, és
 képzeld őt a helyén: Ménophiloszt, a fiút.